# قطعنامه ۱۹۰۸ شورای امنیت
قطعنامه ۱۹۰۸ شورای امنیت سازمان ملل متحد که در تاریخ ۱۹ ژانویه ۲۰۱۰ تصویب شد، سندی بین‌المللی دربارهٔ بررسی وضعیت در هائیتی است. این قطعنامه طی نشست ۶۲۶۱ام با ۱۵ رای موافق، ۰ مخالف و ۰ ممتنع تصویب شد.